# Wörlitz
Wörlitz est une ancienne commune autonome d'Allemagne située en Saxe-Anhalt, dans l'arrondissement de Wittemberg, faisant partie de la collectivité municipale de Wörlitzer Winkel. En 2011 elle a été intégrée dans la nouvelle ville d'Oranienbaum-Wörlitz créée dans le cadre de la réforme territoriale de Saxe-Anhalt. La ville accueille le Wörlitzer Park, l'un des célèbres jardins du Royaume des jardins de Dessau-Wörlitz classé Patrimoine mondial de l'UNESCO depuis 2000.

## Histoire
| Appartenances historiques Principauté d'Anhalt 1212-1252 Principauté d'Anhalt-Zerbst 1252-1396 Principauté d'Anhalt-Dessau 1396-1561 Principauté d'Anhalt-Zerbst 1561-1570 Principauté d'Anhalt 1570-1603 Principauté d'Anhalt-Dessau 1603-1807 Duché d'Anhalt-Dessau 1807-1863 Duché d'Anhalt 1863–1918 République de Weimar 1918–1933 Reich allemand 1933–1945 Allemagne occupée 1945–1949 République démocratique allemande 1949–1990 Allemagne 1990–présent |

## Culture et patrimoine
- L'église Saint-Pierre de Wörlitz
- La synagogue de Wörlitz

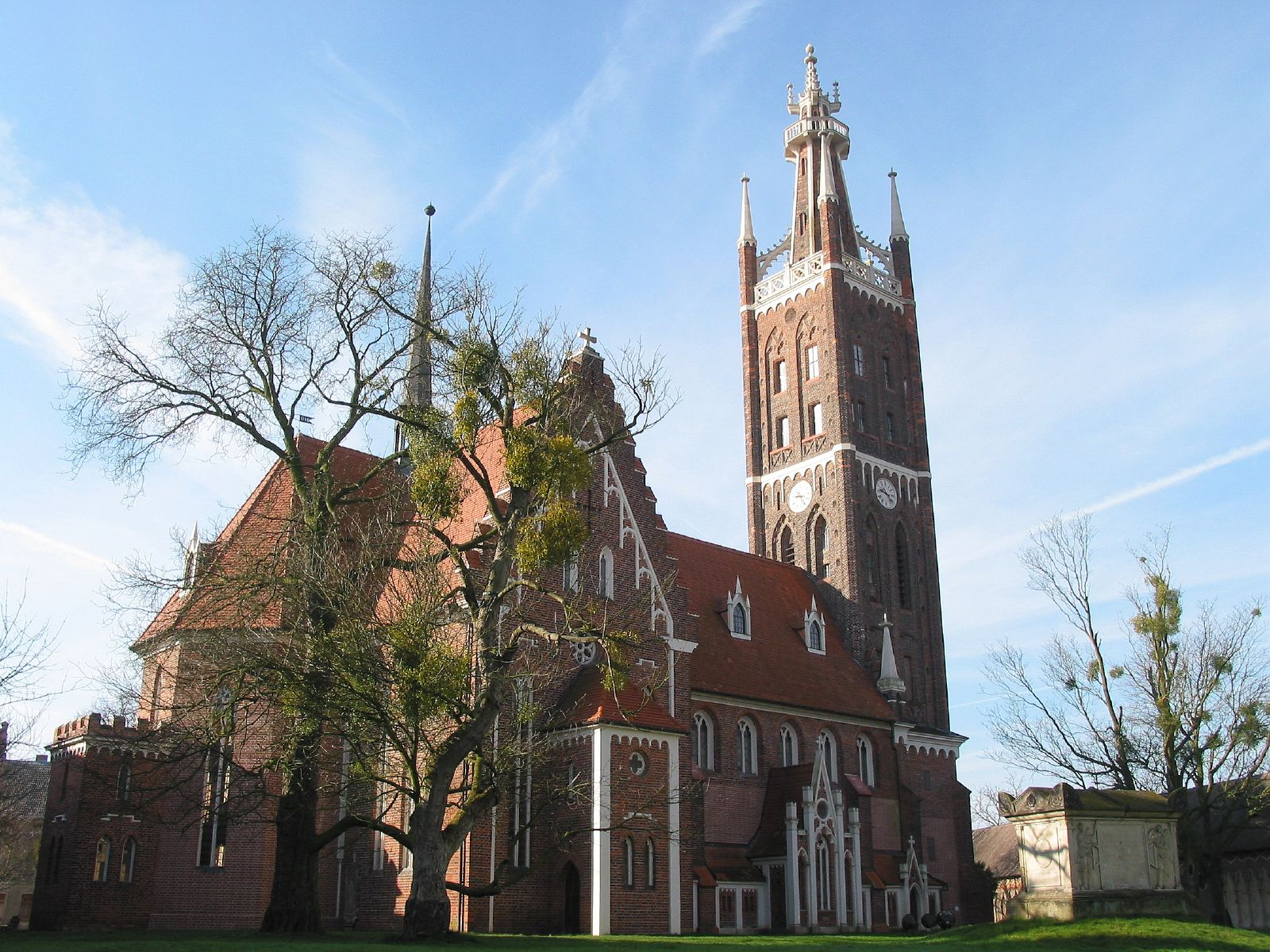
L'église Saint-Pierre

- Le royaume des jardins de Dessau-Wörlitz, classé au Patrimoine mondial de l'UNESCO depuis 2000.

## Personnalités liées à la ville
- Friedrich Rust, musicien né à Wörlitz en 1739.
- Friedrich von Matthisson, poète mort dans la ville en 1831.